# Potencial Morse

Potencial Morse (azul) e potencial do oscilador harmônico (verde). Ao contrário dos níveis de energia do potencial do oscilador harmônico, que são espaçados uniformemente por ħω, o espaçamento de nível de potencial Morse diminui à medida que a energia se aproxima da energia de dissociação. A energia de dissociação D_{e} é maior do que a energia verdadeira necessária para a dissociação D_{0} devido à energia do ponto zero do nível vibratório (v = 0) mais baixo.

O potencial Morse, nomeado em homenagem a Philip M. Morse, é um conveniente modelo de interação interatômica para a energia potencial de uma molécula diatômica. O potencial Morse também pode ser usado para modelar outras interações, como a interação entre um átomo e uma superfície.

## Estados e energias vibratórias
Como o oscilador harmônico quântico, as energias e os estados independentes do potencial Morse podem ser encontrados usando os métodos do operador. Uma abordagem envolve a aplicação do método de factorização ao hamiltoniano.
Para escrever os estados estacionários sobre o potencial Morse, isto é, as soluções {\displaystyle \Psi (v)} e {\displaystyle E(v)} da seguinte equação de Schrödinger:
{\displaystyle \left(-{\frac {\hbar ^{2}}{2m}}{\frac {\partial ^{2}}{\partial r^{2}}}+V(r)\right)\Psi (v)=E(v)\Psi (v),}
é conveniente introduzir as novas variáveis:
{\displaystyle x=ar{\text{;  }}x_{e}=ar_{e}{\text{;  }}\lambda ={\frac {\sqrt {2mD_{e}}}{a\hbar }}{\text{;  }}\varepsilon _{v}={\frac {2m}{a^{2}\hbar ^{2}}}E(v).}
Em seguida, a equação de Schrödinger toma a forma simples:
{\displaystyle \left(-{\frac {\partial ^{2}}{\partial x^{2}}}+V(x)\right)\Psi _{n}(x)=\varepsilon _{n}\Psi _{n}(x),}
{\displaystyle V(x)=\lambda ^{2}\left(e^{-2\left(x-x_{e}\right)}-2e^{-\left(x-x_{e}\right)}\right).}

Os seus autovalores e auto estados podem ser escritos como:
{\displaystyle \varepsilon _{n}=\lambda ^{2}-\left(\lambda -n-{\frac {1}{2}}\right)^{2}}
{\displaystyle \Psi _{n}(z)=N_{n}z^{\lambda -n-{\frac {1}{2}}}e^{-{\frac {1}{2}}z}L_{n}^{(2\lambda -2n-1)}(z),}
onde
{\displaystyle z=2\lambda e^{-\left(x-x_{e}\right)}{\text{;  }}N_{n}=\left[{\frac {n!\left(2\lambda -2n-1\right)}{\Gamma (2\lambda -n)}}\right]^{\frac {1}{2}}}  e {\displaystyle L_{n}^{(\alpha )}(z)} é um polinômio de Laguerre generalizado:
{\displaystyle L_{n}^{(\alpha )}(z)={\frac {z^{-\alpha }e^{z}}{n!}}{\frac {d^{n}}{dz^{n}}}\left(z^{n+\alpha }e^{-z}\right)={\frac {\Gamma (\alpha +n+1)/\Gamma (\alpha +1)}{\Gamma (n+1)}}\,_{1}F_{1}(-n,\alpha +1,z),}
Existe também a seguinte expressão analítica importante para os elementos matriz do operador de coordenadas (aqui presume-se que {\displaystyle m>n} e {\displaystyle N=\lambda -{\frac {1}{2}}})

{\displaystyle \left\langle \Psi _{m}|x|\Psi _{n}\right\rangle ={\frac {2(-1)^{m-n+1}}{(m-n)(2N-n-m)}}{\sqrt {\frac {(N-n)(N-m)\Gamma (2N-m+1)m!}{\Gamma (2N-n+1)n!}}}.}
As auto energias nas variáveis iniciais têm forma:
{\displaystyle E(v)=h\nu _{0}(v+1/2)-{\frac {\left[h\nu _{0}(v+1/2)\right]^{2}}{4D_{e}}}}
onde  {\displaystyle v} é o número quântico vibratório, e {\displaystyle \nu _{0}} tem unidades de frequência e está matematicamente relacionado à massa de partículas, {\displaystyle m} e as constantes Morse via
{\displaystyle \nu _{0}={\frac {a}{2\pi }}{\sqrt {2D_{e}/m}}.}
Considerando que o espaçamento de energia entre os níveis de vibração no oscilador harmônico quântico é constante em {\displaystyle \nu _{0}}, a energia entre os níveis adjacentes diminui com o aumento do {\displaystyle v} no oscilador de Morse. Matematicamente, o espaçamento dos níveis Morse é
{\displaystyle E(v+1)-E(v)=h\nu _{0}-(v+1)(h\nu _{0})^{2}/2D_{e}.\,}
Esta tendência corresponde à anarmonicidade encontrada em moléculas reais. No entanto, esta equação falha acima de algum valor de {\displaystyle v_{m}} onde {\displaystyle E(v_{m}+1)-E(v_{m})} é calculado como zero ou negativo. Especificamente,
{\displaystyle v_{m}={\frac {2D_{e}-h\nu _{0}}{h\nu _{0}}}.}
Essa falha é devido ao número "finito" de níveis vinculados no potencial Morse, e um máximo de {\displaystyle v_{m}} que permanece vinculado. Para as energias acima {\displaystyle v_{m}}, todos os níveis de energia possíveis são permitidos e a equação para {\displaystyle E(v)} não é mais válida.

Abaixo de {\displaystyle v_{m}}, {\displaystyle E(v)}  é uma aproximação para a verdadeira estrutura vibratória em moléculas diatômicas não rotativas. Na verdade, os espectros moleculares reais são geralmente adequados à forma1
{\displaystyle E_{v}/hc=\omega _{e}(v+1/2)-\omega _{e}\chi _{e}(v+1/2)^{2}\,}
em que as constantes {\displaystyle \omega _{e}} e {\displaystyle \omega _{e}\chi _{e}} podem estar diretamente relacionadas aos parâmetros para o potencial Morse.
Como é claro a partir de análise dimensional, por razões históricas, a última equação usa notação espectroscópica em que {\displaystyle \omega _{e}} representa um número de onda obedecendo a {\displaystyle E=hc\omega } e não uma frequência angular dada por {\displaystyle E=\hbar \omega }.